# Карні (Нью-Джерсі)
Карні (англ. Kearny) — місто (англ. town) в США, в окрузі Гудзон штату Нью-Джерсі. Населення — 41 999 осіб (2020).

## Географія
Карні розташоване за координатами 40°45′13″ пн. ш. 74°7′15″ зх. д. / 40.75361° пн. ш. 74.12083° зх. д. (40.753720, -74.120875).  За даними Бюро перепису населення США в 2010 році місто мало площу 26,40 км², з яких 22,73 км² — суходіл та 3,67 км² — водойми.

## Демографія
Згідно з переписом 2010 року, у місті мешкали 40 684 особи в 13 462 домогосподарствах у складі 9923 родин. Було 14180 помешкань
Расовий склад населення:
| - 73,6 % — білих - 5,4 % — чорних або афроамериканців - 4,4 % — азіатів - 0,4 % — корінних американців - 0,1 % — вихідців з тихоокеанських островів - 12,5 % — осіб інших рас |

До двох чи більше рас належало 3,6 %. Частка іспаномовних становила 39,9 % від усіх жителів.
За віковим діапазоном населення розподілялося таким чином: 20,7 % — особи молодші 18 років, 68,6 % — особи у віці 18—64 років, 10,7 % — особи у віці 65 років та старші. Медіана віку мешканця становила 36,4 року. На 100 осіб жіночої статі у місті припадало 106,0 чоловіків;  на 100 жінок у віці від 18 років та старших — 105,7 чоловіків також старших 18 років.
Середній дохід на одне домашнє господарство  становив 75 763 долари США (медіана — 60 015), а середній дохід на одну сім'ю — 81 424 долари (медіана — 65 451). Медіана доходів становила 46 794 долари для чоловіків та 41 945 доларів для жінок. За межею бідності перебувало 12,0 % осіб, у тому числі 17,1 % дітей у віці до 18 років та 8,5 % осіб у віці 65 років та старших.
Цивільне працевлаштоване населення становило 20 380 осіб. Основні галузі зайнятості: освіта, охорона здоров'я та соціальна допомога — 22,0 %, науковці, спеціалісти, менеджери — 11,1 %, транспорт — 10,6 %.